# هافرينكورت
هافرينكورت (بالفرنسية: Havrincourt)‏ هي بلدية تقع في إقليم باد كاليه من منطقة نور با دو كاليه في شمال فرنسا. تبلغ مساحة هذه المدينة 17 (كم²)، وترتفع عن سطح البحر 113 م، يبلغ عدد سكانها 374 نسمة حسب إحصاء المعهد الوطني للإحصاء والدراسات الاقتصادية سنة 2009 م. وترأس البلدية خلال فترة (2008-2014).